# Campeonato Europeu de Futebol de 2020 – Grupo E
O grupo E do Campeonato Europeu de Futebol de 2020, décima sexta edição desta competição organizada quadrienalmente pela União das Federações Europeias de Futebol (UEFA), reunirá as seleções da Espanha, Suécia, Polónia e Eslováquia. Os componentes deste grupo foram definidos por sorteio realizado em 30 de novembro de 2019 no Romexpo, Bucareste.

## Equipes
Em negrito estão as edições em que a seleção foi campeã em em itálico estão as edições em que a seleção foi anfitriã.
| #  | País       | Método de qualificação            | Data de qualificação   | Participações                                                   |
| -- | ---------- | --------------------------------- | ---------------------- | --------------------------------------------------------------- |
| E1 | Espanha    | Grupo F (campeã)                  | 15 de outubro de 2019  | 10 (1964, 1980, 1984, 1988, 1996, 2000, 2004, 2008, 2012, 2016) |
| E2 | Suécia     | Grupo F (vice-campeã)             | 15 de novembro de 2019 | 06 (1992, 2000, 2004, 2008, 2012, 2016)                         |
| E3 | Polónia    | Grupo G (campeã)                  | 13 de outubro de 2019  | 03 (2008, 2012, 2016)                                           |
| E4 | Eslováquia | Vencedor do Caminho B do Play-off | 12 de novembro de 2020 | 01 (2016)                                                       |

## Estádios
Os jogos do grupo E serão disputados nos estádios localizados nas cidades de Dublin e Bilbau.
| Aviva Stadium      | San Mamés          |
| Capacidade: 51.700 | Capacidade: 53.332 |
|                    |                    |
| E1, E3, E6         | E2, E4, E5         |

## Classificação
| Pos | Equipe      | Pts | J | V | E | D | GP | GC | SG | Classificado          |
| --- | ----------- | --- | - | - | - | - | -- | -- | -- | --------------------- |
| 1   | Suécia      | 7   | 3 | 2 | 1 | 0 | 4  | 2  | +2 | Equipes classificadas |
| 2   | Espanha (H) | 5   | 3 | 1 | 2 | 0 | 6  | 1  | +5 | Equipes classificadas |
| 3   | Eslováquia  | 3   | 3 | 1 | 0 | 2 | 2  | 7  | −5 | Eliminado             |
| 4   | Polónia     | 1   | 3 | 0 | 1 | 2 | 4  | 6  | −2 | Eliminado             |

## Jogos

### Primeira rodada

#### Polónia vs Eslováquia
| 14 de junho de 2021 | Polónia     | 1 – 2     | Eslováquia                         | Estádio Krestovsky, São Petersburgo         |
| 17:00 (UTC+1)       | Linetty 46' | Relatório | Szczęsny 18' (g.c.) · Škriniar 69' | Público: 12 862 Árbitro: ROU Ovidiu Hațegan |

#### Espanha vs Suécia
| 14 de junho de 2021 | Espanha | 0 – 0     | Suécia | Estádio de La Cartuja, Sevilha             |
| 21:00 (UTC+2)       |         | Relatório |        | Público: 10 559 Árbitro: SVN Slavko Vinčić |

### Segunda rodada

#### Suécia vs Eslováquia
| 18 de junho de 2021 | Suécia             | 1 – 0     | Eslováquia | Estádio Krestovsky, São Petersburgo         |
| 14:00 (UTC+1)       | Forsberg 77' (pen) | Relatório |            | Público: 11 525 Árbitro: GER Daniel Siebert |

#### Espanha vs Polónia
| 19 de junho de 2021 | Espanha    | 1 – 1     | Polónia         | Estádio de La Cartuja, Sevilha              |
| 21:00 (UTC+2)       | Morata 25' | Relatório | Lewandowski 54' | Público: 11 742 Árbitro: ITA Daniele Orsato |

### Terceira rodada

#### Eslováquia vs Espanha
| 23 de junho de 2021 | Eslováquia | 0 – 5     | Espanha                                                                              | Estádio de La Cartuja, Sevilha             |
| 18:00 (UTC+2)       |            | Relatório | Dúbravka 30' (g.c.) · Laporte 45+3' · Sarabia 56' · F. Torres 67' · Kucka 71' (g.c.) | Público: 11 204 Árbitro: NED Björn Kuipers |

#### Suécia vs Polónia
| 23 de junho de 2021 | Suécia                            | 3 – 2     | Polónia              | Estádio Krestovsky, São Petersburgo         |
| 17:00 (UTC+1)       | Forsberg 2', 59' · Claesson 90+4' | Relatório | Lewandowski 61', 84' | Público: 14 252 Árbitro: ENG Michael Oliver |